# Le Règne des Supermen
Série DCAMU
La Mort de Superman
(2018) Batman : Silence
(2019)
Pour plus de détails, voir Fiche technique et Distribution.
Le Règne des Supermen (Reign of the Supermen) est un film d'animation américain réalisé par Sam Liu, sorti directement en vidéo en 2019, 34e film de la collection DC Universe Animated Original Movies.
Le film est la suite du long-métrage La Mort de Superman et adapte l'arc narratif du même nom publié par DC Comics. Il fait partie de la série DC Animated Movie Universe (DCAMU) basée sur la continuité The New 52.
Le film commence six mois après l'affrontement entre Superman et Doomsday, mois durant lesquels Metropolis a dû apprendre à vivre sans son ange. Pourtant, des justiciers auraient repris la cape et la tenue du héros en revendiquant, pour les uns, la succession et, pour d'autres, la véritable identité de Superman. Face à tant de super-héros venus de nulle part, Lois Lane, toujours en deuil de la mort de Clark / Superman, décide de mener son enquête et de découvrir d'où viennent toutes ces « copies » de son héros de cœur.

## Synopsis
Six mois après la mort de Superman après avoir vaincu Doomsday, quatre nouvelles versions du héros apparaissent : Superboy, Steel, Cyborg Superman (en) et l'Eradicateur. Chacun d'entre eux est différent dans sa personnalité et son style de combat du crime par rapport à Superman, laissant le monde entier se demander lequel est le vrai Superman. Lois Lane, encore sous le choc de la mort de Clark, décide de mener une enquête. Lex Luthor tient une conférence de presse présentant Superboy comme le véritable Superman, sponsorisé et financé par LexCorp. Lois assiste à la conférence avec Steel et se faufile dans l'un des laboratoires de LexCorp. Là, Lois apprend du scientifique Dabney Donovan que Superboy est un clone de Superman. Soudainement, la conférence est attaquée par l'Eradicateur, qui cherche à "éradiquer" Luthor. Superboy et plus tard Steel tentent de l'arrêter, mais sont vaincus jusqu'à l'arrivée à temps de Cyborg Superman, qui se bat et chasse l'Eradicateur. Beaucoup le voient comme le vrai Superman, provoquant la colère de Luthor. Lois écrit un exposé révélant que Superboy est un clone et demande si tous les Supermen sont des faux. Cela conduit à une rencontre entre elle et Cyborg Superman, lui disant qu'elle sait qu'il n'est pas le Superman qu'elle a connu et aimé.
Luthor, mécontent que Superboy n'ait pas été déclaré le véritable Superman, l'oblige à être un agent de sécurité du président des États-Unis. Superboy se heurte bientôt à la Justice League alors que le président arrive pour lancer la nouvelle Tour de guet de la Ligue. Un tunnel boom s'ouvre et les paradémons terrorisent l'événement. Superboy est vaincu, mais la Justice League tient bon alors que Cyborg Superman sauve le président. Le tunnel boom s'effondre et tombe sur la Ligue, semblant les avoir tous tués. Avec Cyborg Superman déclaré le "vrai" Superman, Luthor, sur le point d’injecter une substance mortelle à Superboy, révèle en colère que Superboy est un clone de Superman et de Luthor lui-même. Décidant de ne pas détruire le seul clone viable de Superman, Luthor libère les derniers clones manquants pour tuer Donovan. Pendant que Cyborg Superman se rend sur la tombe de Terri Henshaw, il reçoit un message de Darkseid pour commencer. Lois et Steel apprennent cette visite et découvrent que Cyborg Superman est vraiment Hank Henshaw.
Henshaw annonce au monde ses plans pour une nouvelle Justice League : un Cyber Corps composé de citoyens ordinaires qu'il accordera à des superpuissances. Lois reconnaît la technologie comme étant Apokoliptienne et remet en cause l'implication de Luthor, qui l'a déjà volé. Steel se confronte à Intergang, les acheteurs de la technologie de Luthor, seulement pour découvrir qu'ils ont été attaqués par l'Eradicateur. Steel suit le signal des armes à destination de la Forteresse de Solitude tandis que Lois fait irruption dans l'appartement de Luthor et rencontre Superboy, qui révèle qu'il savait que Luthor avait déjà eu l'intention de le tuer, ce qui a ébranlé son allégeance envers son "père". Steel et l'Eradicateur se battent pendant que Lois et Superboy, et plus tard Luthor, reçoivent un appel vidéo du combat. Lois découvre que l'Eradicateur est une technologie qui protège les Kryptoniens et se rend compte que le vrai Superman est à l'intérieur de la Forteresse. Superman est ravivé et arrête le combat. En même temps, Lois et Luthor voient une émission venant de l’intérieur de l’esprit de Cyborg Superman, révélant Darkseid et son intention d’envahir la Terre. Il a orchestré la mort de Superman et de la Ligue en réponse à l’échec de sa tentative précédente. Lois et Luthor élaborent un plan alors que Superman, Steel et Superboy se rendent à Metropolis.
Cyborg Superman commence l’invasion, utilisant le Cyber Corps pour ouvrir un tube géant au-dessus de Metropolis, alors que Lois se dirige vers la Tour de Guet et révèle à Cyborg Superman qu’elle sait qui il est vraiment, lorsque la Tour de Guet révèle que le vrai Superman se dirige vers lui. Henshaw trahit Darkseid et ferme le tunnel boom, mettant un terme à l'invasion afin qu'il puisse tuer personnellement Superman. Il ordonne aux drones d’attaquer Metropolis juste au moment où Superman arrive. Superman a du mal à se battre contre Henshaw alors que ce dernier révèle qu'il reproche à Superman de ne pas les avoir sauvé, lui et sa femme de la destruction causée par Doomsday. Luthor utilise la boîte mère pour libérer la ligue des justiciers, emprisonnée dans une autre dimension, et aider Steel et Superboy à vaincre les drones. Henshaw lance la Tour de Guet en orbite pour empêcher la Ligue d’aider Lois et Superman. Alors que Superman est presque vaincu, Lois ouvre les volets de la Tour de Guet afin que les rayons jaunes du soleil brillent sur Superman, le ramenant à sa pleine puissance. Superman défait Cyborg Superman avec l'aide de l'Eradicateur, sous la forme d'un des cristaux de la Forteresse, qui injecte le programme d'Eradicator dans le cerveau de Henshaw et le détruit de l'intérieur. Cyborg Superman étant mort, la bataille se termine lorsque les drones sont désactivés, bien que toutes les personnes transformées en drones meurent entre-temps. Quelques semaines plus tard, Clark Kent se révèle en vie, prétextant comme excuse d'avoir été bloqué hors de la grille lors de l’attaque de Doomsday. Superman, revêtu d’un nouveau costume, est de retour.

## Fiche technique
- Titre original : Reign of the Supermen
- Titre français : Le Règne des Supermen
- Réalisation : Sam Liu
- Scénario : Tim Sheridan et Jim Krieg, d'après La Mort de Superman et les personnages de DC Comics
- Musique : Frederik Wiedmann
- Direction artistique du doublage original : Wes Gleason
- Montage : Christopher D. Lozinski
- Production : Sam Liu et Amy McKenna
  - Production déléguée : Sam Register et James Tucker
  - Coproduction : Alan Burnett
- Sociétés de production : Warner Bros. Animation et DC Entertainment
- Société de distribution : Warner Home Video
- Pays de production :  États-Unis
- Langue originale : anglais
- Format : couleur
- Genre : animation, super-héros
- Durée : 87 minutes
- Dates de sortie :
  - États-Unis : 15 janvier 2019 (VOD), 29 janvier 2019 (DVD/Blu-ray)
  - France : 6 février 2019
- Classification : PG-13 (interdit -13 ans) aux États-Unis

 Sauf indication contraire, les informations mentionnées dans cette section peuvent être confirmées par la base de données cinématographiques IMDb,  présente dans la section « Liens externes ».

## Distribution

### Voix originales
- Jerry O'Connell : Superman / Clark Kent
- Rebecca Romijn : Lois Lane
- Rainn Wilson : Lex Luthor
- Patrick Fabian : Hank Henshaw (en)
- Charles Halford (en) : Bibbo Bibbowski, Eradicator
- Cameron Monaghan : Superboy
- Cress Williams : Steel / Dr John Henry Irons
- Rosario Dawson : Wonder Woman
- Nathan Fillion : Green Lantern / Hal Jordan
- Christopher Gorham : Flash / Barry Allen
- Shemar Moore : Cyborg
- Nyambi Nyambi (en) : Martian Manhunter
- Jason O'Mara : Batman
- Rocky Carroll : Perry White
- Max Mittelman : Jimmy Olsen
- Toks Olagundoye : Cat Grant
- Tony Todd : Darkseid

### Voix françaises
- Adrien Antoine : Superman / Clark Kent
- Véronique Augereau : Lois Lane
- Paul Borne : Lex Luthor
- Jean-Philippe Puymartin : Hank Henshaw
- Marc Perez : Bibbo Bibbowski
- Julien Kramer : Eradicator
- Jim Redler : Superboy
- Jean-François Vlérick : Steel / Dr John Henry Irons
- Barbara Beretta : Wonder Woman
- Michel Vigné : Green Lantern / Hal Jordan, Perry White
- Christophe Lemoine : Flash / Barry Allen
- Daniel Njo Lobé : Cyborg
- Boris Rehlinger : Martian Manhunter
- Emmanuel Jacomy : Batman
- Alexandre Gillet : Jimmy Olsen
- Vanina Pradier : Cat Grant
- Bruno Dubernat : Darkseid

Société de doublage VF : Deluxe, adaptation VF : Michel Berdah, direction artistique VF : Charlotte Corréa
 Source : voix originales et françaises sur Latourdesheros.com.